# Dambelin
Dambelin est une commune française située dans le département du Doubs, la région culturelle et historique de Franche-Comté et la région administrative Bourgogne-Franche-Comté.
Les habitants de Dambelin sont appelés les Dambelinois et Dambelinoises.

## Géographie
La Ranceuse, affluent du Doubs, prend sa source à Dambelin.

### Climat
Pour des articles plus généraux, voir Climat de la Bourgogne-Franche-Comté et Climat du Doubs.
En 2010, le climat de la commune est de type climat de montagne, selon une étude du Centre national de la recherche scientifique s'appuyant sur une série de données couvrant la période 1971-2000. En 2020, Météo-France publie une typologie des climats de la France métropolitaine dans laquelle la commune est dans une zone de transition entre le climat semi-continental et le climat de montagne et est dans la région climatique  Jura, caractérisée par une forte pluviométrie en toutes saisons (1 000 à 1 500 mm/an), des hivers rigoureux et un ensoleillement médiocre. 
Pour la période 1971-2000, la température annuelle moyenne est de 9,7 °C, avec une amplitude thermique annuelle de 17,1 °C. Le cumul annuel moyen de précipitations est de 1 590 mm, avec 12,9 jours de précipitations en janvier et 10,9 jours en juillet. Pour la période 1991-2020, la température moyenne annuelle observée sur la station météorologique de Météo-France la plus proche, « Medière », sur la commune de Médière à 11 km à vol d'oiseau, est de 11,5 °C et le cumul annuel moyen de précipitations est de 1 105,2 mm. 
La température maximale relevée sur cette station est de 40,2 °C, atteinte le 24 juillet 2019 ; la température minimale est de −17 °C, atteinte le 5 février 2012,,. 
Les paramètres climatiques de la commune ont été estimés pour le milieu du siècle (2041-2070) selon différents scénarios d'émission de gaz à effet de serre à partir des nouvelles projections climatiques de référence DRIAS-2020. Ils sont consultables sur un site dédié publié par Météo-France en novembre 2022.

## Urbanisme

### Typologie
Au 1er janvier 2024, Dambelin est catégorisée commune rurale à habitat dispersé, selon la nouvelle grille communale de densité à 7 niveaux définie par l'Insee en 2022.
Elle est située hors unité urbaine. Par ailleurs la commune fait partie de l'aire d'attraction de Montbéliard, dont elle est une commune de la couronne,. Cette aire, qui regroupe 137 communes, est catégorisée dans les aires de 50 000 à moins de 200 000 habitants,.

### Occupation des sols
L'occupation des sols de la commune, telle qu'elle ressort de la base de données européenne d’occupation biophysique des sols Corine Land Cover (CLC), est marquée par l'importance des forêts et milieux semi-naturels (54 % en 2018), une proportion sensiblement équivalente à celle de 1990 (53,5 %). La répartition détaillée en 2018 est la suivante : 
forêts (54 %), prairies (34,9 %), zones agricoles hétérogènes (5,6 %), zones urbanisées (3,8 %), terres arables (1,7 %). L'évolution de l’occupation des sols de la commune et de ses infrastructures peut être observée sur les différentes représentations cartographiques du territoire : la carte de Cassini (XVIIIe siècle), la carte d'état-major (1820-1866) et les cartes ou photos aériennes de l'IGN pour la période actuelle (1950 à aujourd'hui).

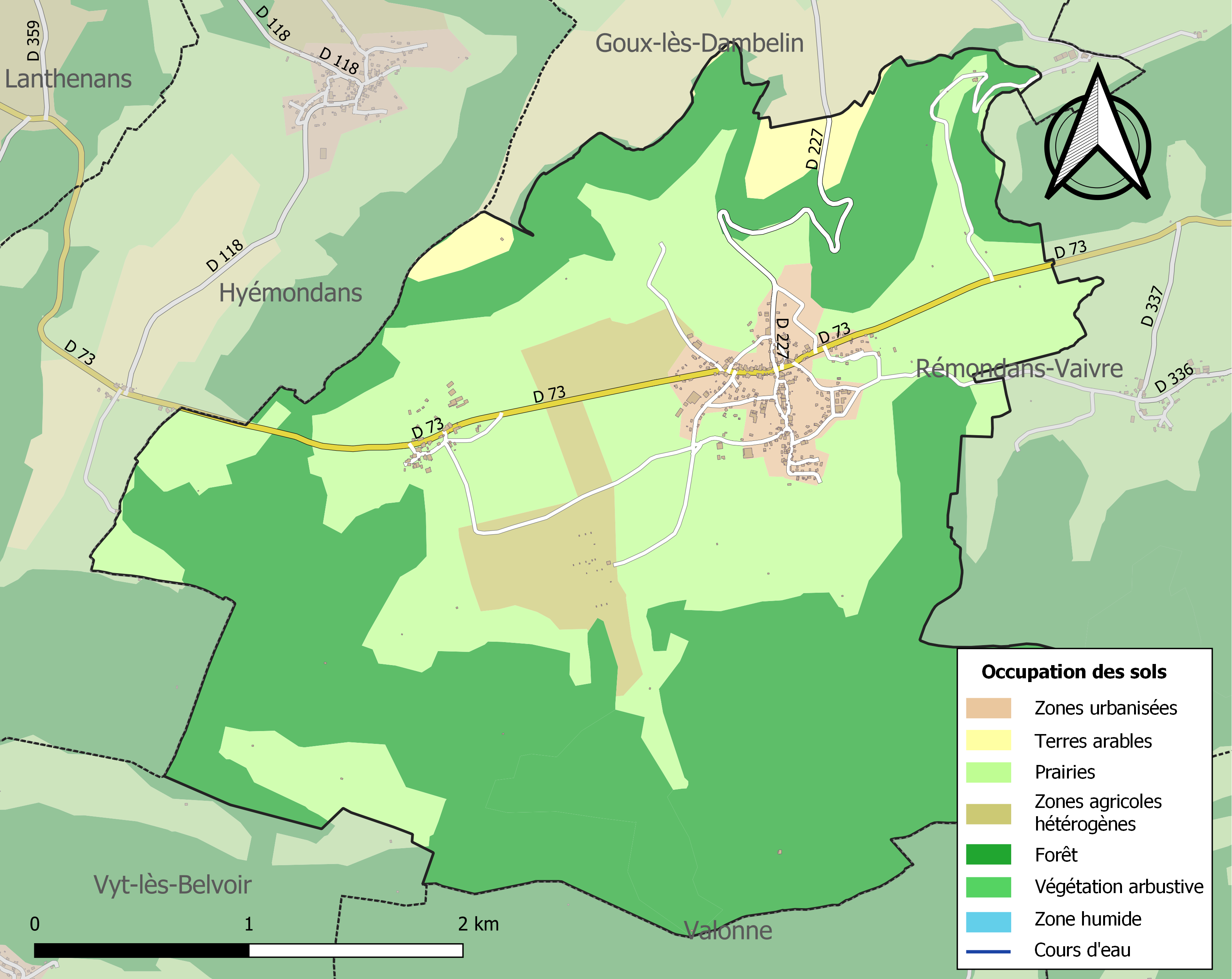
Carte des infrastructures et de l'occupation des sols de la commune en 2018 (CLC).

## Toponymie
Domnus Benignes en 1147 ; Dom Benigno en 1178 ; Dambelin en 1275 ; Dompnobelino à la fin du XVIe siècle - Fusionnée depuis 1973 avec Mambouhans (Maymbœns en 1147 ; Manbouhan en 1312 ; Mamboans en 1371 ; Maimbouhans au XVe siècle et en 1614).

## Histoire

### L'origine
Il est possible que des habitants de Mandeure se soient aventurés dans la région de Dambelin et soient à l'origine du lieu-dit Combe-d'Hians qui serait la transformation de Combe-de-Diane (vallis Dianae). Ce nom lui est donné dans d'anciens manuscrits et dans les registres de la paroisse. Ainsi ce lieu aurait été habité depuis l'époque romaine.

### Première mention du village
L'étymologie du nom de la commune pourrait être Dominus Benignus (saint Bénigne) ou dam (vallon) et bal ou bel (rivière). Toujours est-il que dans tous les anciens titres il est fait mention de "ecclesia sancti Benigni et Sancti Deicoli" ce qui privilégierait l'origine religieuse. En 970 le roi Lothaire mentionne dans un texte le "Domnus Benignus" et il peut ici s'agir aussi de Dambenoît. Mais au Xe siècle et XIe siècle, Bénigne se traduisait par Balain, Belin ou Barrain qui devait être le vocable utilisé pour Dambelin et qui est orthographié Dom-Balain et Damp-Belin dans des titres du XVe siècle et XVIe siècle.
 Le village apparaît pour la première fois dans une charte d'Humbert de Scey, archevêque de Besançon en 1147 qui en confirme quelques droits au prieuré de Lanthenans ainsi qu'en 1178 dans une bulle du pape Alexandre III qui citait Dambelin et son église comme appartenant à l'abbaye de Lure. L'origine ancienne de Dambelin pourrait s'expliquer par le défrichage de sa partie supérieure dès le VIIe siècle ou VIIIe siècle, époque où existait déjà le monastère de Lanthenans.

### Les seigneurs de Neuchâtel
Dambelin était une possession des seigneurs de Neuchâtel et faisait partie de la ""fermetey"" ainsi que Pont-de-Roide-Vermondans, Vermondans, Ortières, Rémondans et le bourg de Neuchâtel. Ce nom était donné aux villages fermés, c'est-à-dire entourés de grandes forêts.
Sur le village les Neuchâtel possédaient une grande ferme composée d'une maison de maître (dite Maison-Monsieur qui était située devant l'église) et de logements pour les fermiers, avec un jardin et plusieurs prés. À cela il faut ajouter les vastes forêts et les terres des  alentours.
Les habitants de Dambelin étaient "taillable et corvéable deux fois par an, à la volonté du seigneur", de plus ils devaient assurer la garde au château de Neuchâtel. Ainsi il est dit qu'ils devaient "la clôture et l'ouverture des portes, le guet et garde au château, la garde, même de jour lorsqu'elle était commandée, le lost (service militaire à pied) et la chevaulchie (service à cheval) en temps de guerre". Ils étaient aussi astreints à la "géiste aux chiens" (le logement et la nourriture aux chiens) transformée en une rente de seize sous estevenants annuellement lorsque le seigneur partait chasser. Au XIVe siècle Thiébaud de Neuchâtel affranchissait quelques villageois à Dambelin mais gardait sur eux le pouvoir de justice ainsi que les devoirs militaires. À la St Valentin 1372 il affranchit Besançon dit Caillet, ainsi que Vuillin son fils. Le 4 avril 1375 ce fut le tour de Guillemin et Jeannin dit les Guez, qui étaient tourneurs. Puis Guillaume Boulevaulx en 1388. En 1411 c'est le tour de Girard dit Quallay d'être affranchi. Puis en 1421 c'est au tour de Jacquot Perrin et Jean Cacherdet d'acheter leurs franchises. Ces franchises n'étaient pas gratuites car les individus devaient les acheter. On connait d'autres noms de familles de Dambelain en 1398 : Voudrémont, Boulevaux, le Faivre, Payrnot dit le Pelletier, Girard dit Ledru, Maillechot.
En 1622 les habitants voulurent relever le presbytère qui avait été détruit pendant les guerres du XVe siècle. Pour les y aider le seigneur de Neuchâtel les dispensa de rembourser une somme d'argent qu'il leur avait prêtée sept ans auparavant.

### Les chevaliers de Dambelin
Henry de Senecey avait légué à sa fille Jeanne de Senecey (épouse d'Hugues de Grandson) les biens qu'Étienne, comte de Montbéliard lui avait cédé à Dambelin. Alors qu'elle avait renoncé à ses possessions sur le village en faveur de ce comte, elle les repris en 1390 sur la demande du comte Henri de la Roche, de Gérard de Cusance et Jean de Villersexel.
En 1330 Perrenin de Dambelin reprenait une partie du fief de Thiébaud V de Neuchâtel-Bourgogne ainsi que les dîmes de Mignavillers et de Crevans. Déjà au siècle précédent existait une maison de Dambelin car une donation à l'abbaye de Lieu-Croissant avait été faite par Joseph, Simon, Guy et Jeannon seigneurs de Dambelin et chevaliers. À cette époque le village était partagé entre plusieurs familles noble dont Guille de Loray, veuve d'Othes d'Accolans, qui possédait à Dambelin trois familles (Pierre le Boulevot ainsi que ses deux fils Jeannin et Simonin) ainsi qu'Hugues de Faucogney qui, en 1226, donna ses droits sur trois familles au religieux de Bithaine. Jean ou Jeannon de Dambelin, chevalier, repris certains fiefs de Guy de Granges, seigneur de Grammont ainsi que d'Eudes de Pierrefite, abbé de Cherlieu, pour ce qu'il avait à Betaucourt et épousa en 1338 Alix de Raincourt. en 1380 Marguerite de Dambelin, peut-être la fille de Jean et dernière à porter le nom, épousait Jean de Saint-Mauris Sauvaget, chevalier. À partir de cette date les fiefs de Dambelin seront tenus par la Famille de Saint-Mauris-en-Montagne, ce qui expliquerait la disparition de la maison de Dambelin des textes et archives de l'époque. Les armes des seigneurs de Dambelin étaient: "d'or, à trois macles de sable".

## Politique et administration

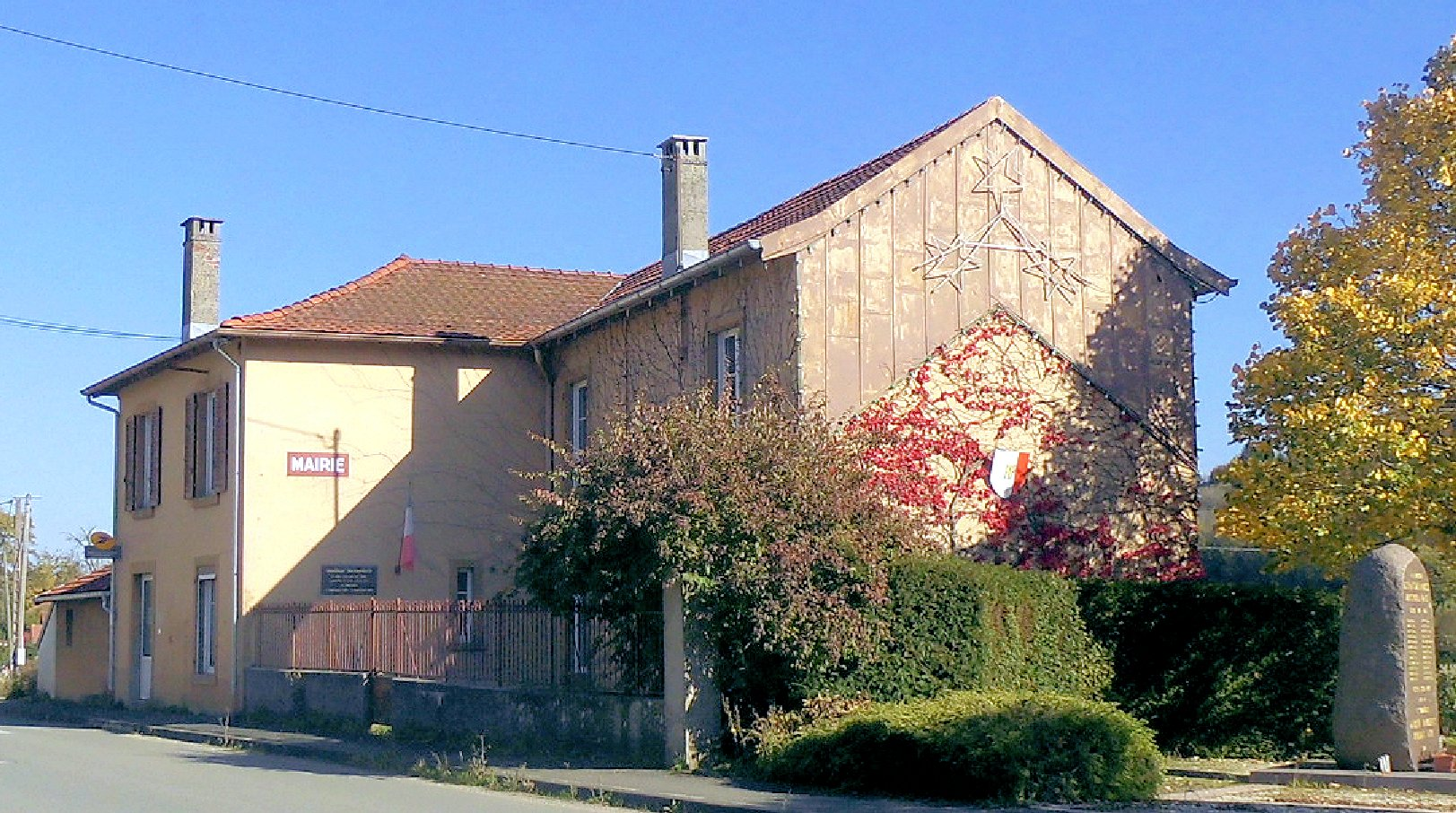
La mairie

| Période                                  | Période   | Identité                | Étiquette | Qualité |
| ---------------------------------------- | --------- | ----------------------- | --------- | ------- |
| mars 1971                                | mars 2008 | Louis Climent           |           |         |
| mars 2008                                | mai 2020  | Marcel Jeannerot        | DVD       | Ouvrier |
| mai 2020                                 | En cours  | Christophe Dalongeville |           |         |
| Les données manquantes sont à compléter. |           |                         |           |         |

## Démographie
L'évolution du nombre d'habitants est connue à travers les recensements de la population effectués dans la commune depuis 1793. Pour les communes de moins de 10 000 habitants, une enquête de recensement portant sur toute la population est réalisée tous les cinq ans, les populations de référence des années intermédiaires étant quant à elles estimées par interpolation ou extrapolation. Pour la commune, le premier recensement exhaustif entrant dans le cadre du nouveau dispositif a été réalisé en 2008.

En 2022, la commune comptait 506 habitants, en évolution de +3,27 % par rapport à 2016 (Doubs : +1,88 %, France hors Mayotte : +2,11 %).
| 1793 | 1800 | 1806 | 1821 | 1831 | 1836 | 1841 | 1846 | 1851 |
| ---- | ---- | ---- | ---- | ---- | ---- | ---- | ---- | ---- |
| 490  | 409  | 448  | 467  | 507  | 552  | 555  | 527  | 550  |

| 1856 | 1861 | 1866 | 1872 | 1876 | 1881 | 1886 | 1891 | 1896 |
| ---- | ---- | ---- | ---- | ---- | ---- | ---- | ---- | ---- |
| 497  | 445  | 460  | 391  | 385  | 359  | 360  | 352  | 364  |

| 1901 | 1906 | 1911 | 1921 | 1926 | 1931 | 1936 | 1946 | 1954 |
| ---- | ---- | ---- | ---- | ---- | ---- | ---- | ---- | ---- |
| 305  | 313  | 304  | 268  | 288  | 267  | 244  | 301  | 285  |

| 1962 | 1968 | 1975 | 1982 | 1990 | 1999 | 2006 | 2008 | 2013 |
| ---- | ---- | ---- | ---- | ---- | ---- | ---- | ---- | ---- |
| 303  | 300  | 368  | 405  | 403  | 386  | 461  | 483  | 480  |

| 2018 | 2022 | - | - | - | - | - | - | - |
| ---- | ---- | - | - | - | - | - | - | - |
| 501  | 506  | - | - | - | - | - | - | - |

## Culture locale et patrimoine

### Lieux et monuments
- L'Église Saint-Desle et Saint-Bénigne : construite en 1726. L'édifice se trouve dans le Diocèse de Belfort-Montbéliard, au sein de l'ensemble de paroisses n°36. Le curé est M. l'abbé Jean-Marie Duboz.
- La chapelle de Mambouhans.
- Les oratoires
- Fontaines
- Source de la Ranceuse, affluent rive gauche du Doubs.

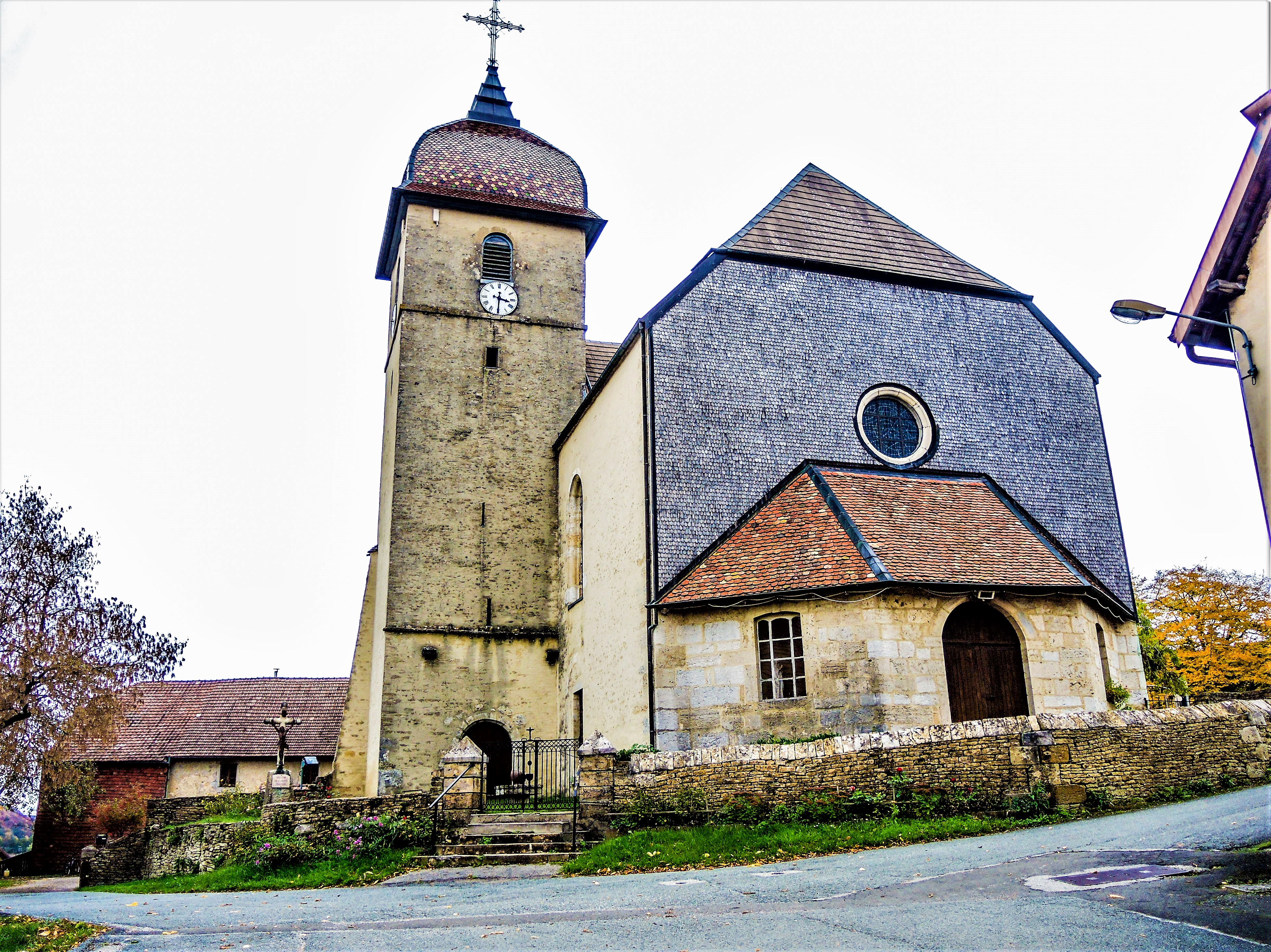
L'église de Dambelin.
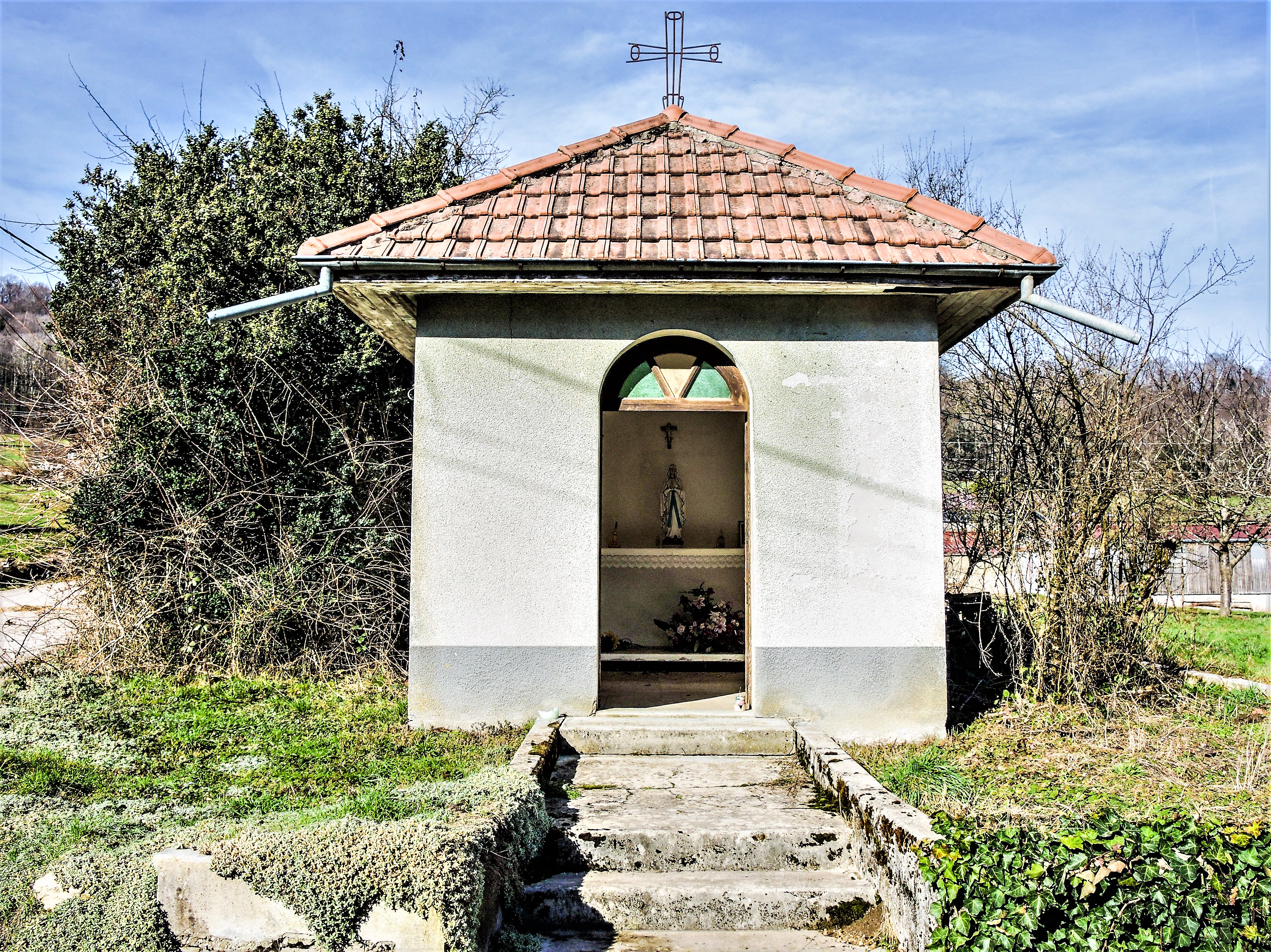
La chapelle de Mambouhans.
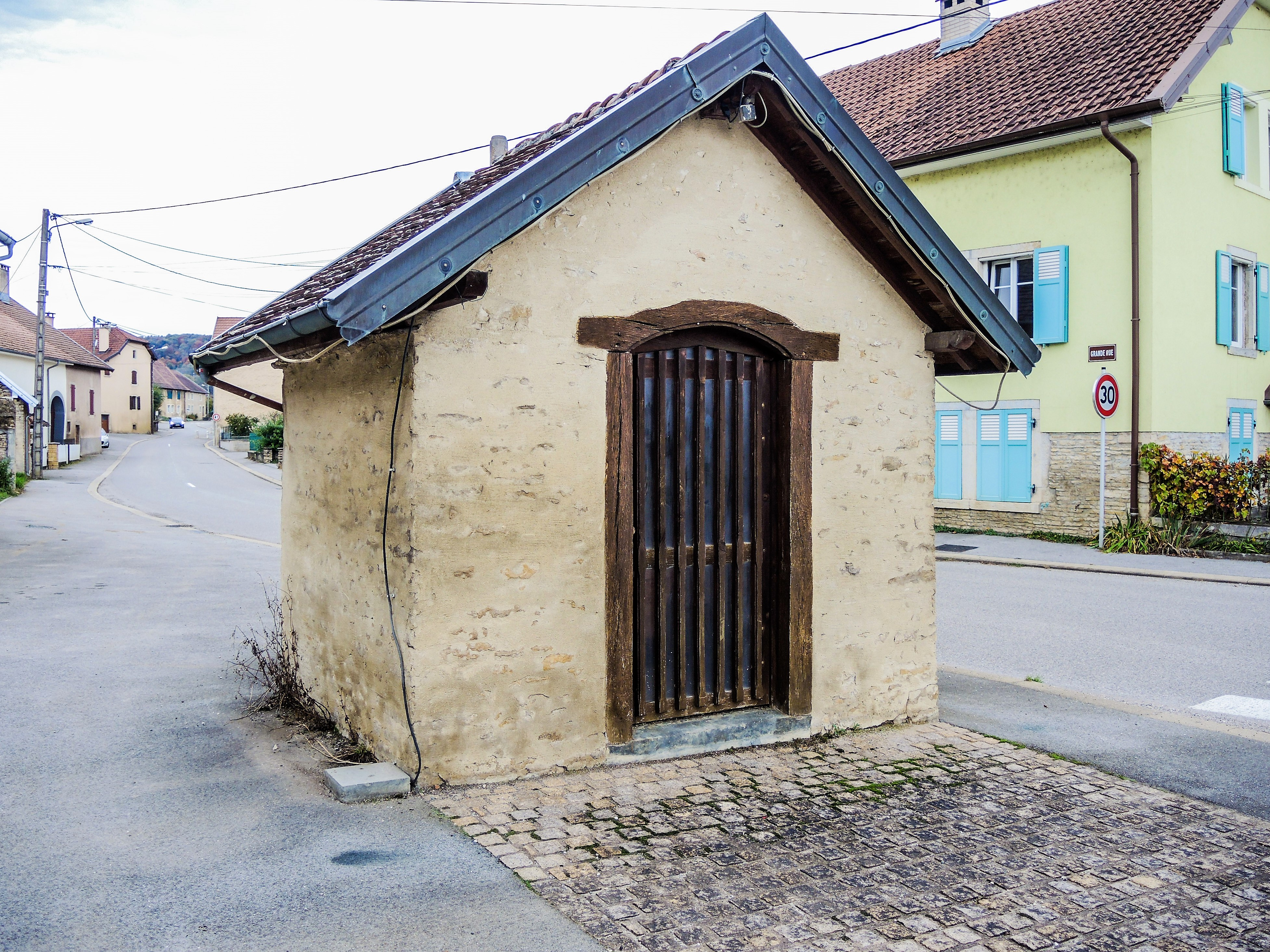
L'oratoire place du centre.
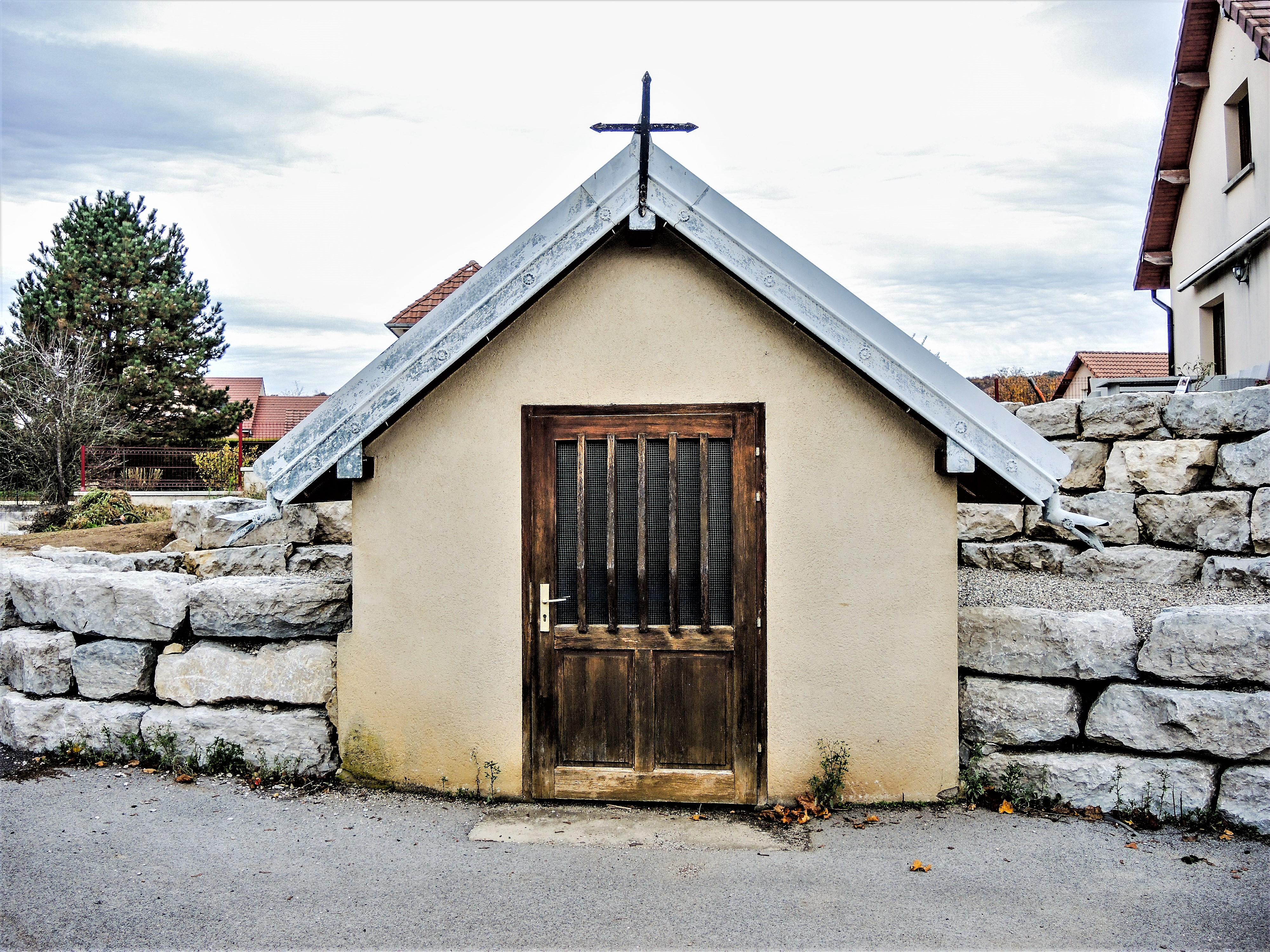
L'oratoire rue du Vézénat.
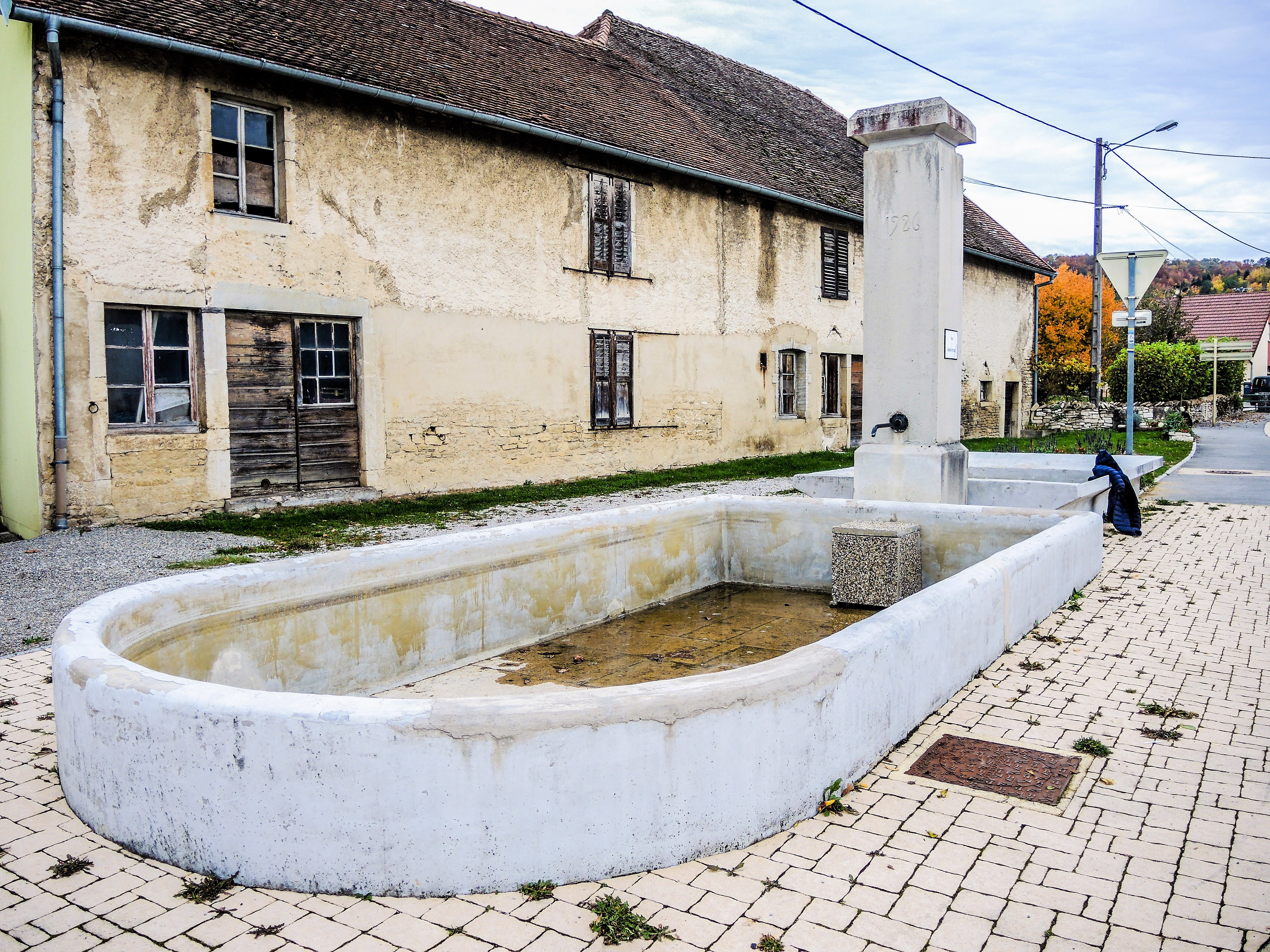
Fontaine place du centre.

### Personnalités liées à la commune
- L'abbé Richard, curé de Dambelin, historien, membre de l'Académie de Besançon. A notamment publié "Essai sur l'histoire de la Maison et Baronie de Montjoie", 1860, impr. chez J. Jacquin, Besançon.

### Héraldique
| Blason de Dambelin | Blason  | D'or à trois macles de sable.                                                     |
| Blason de Dambelin | Détails | Armes de la famille de Dambelin. Le statut officiel du blason reste à déterminer. |